# Gomphandra apoensis
Gomphandra apoensis är en järneksväxtart som först beskrevs av Adolph Daniel Edward Elmer, och fick sitt nu gällande namn av Merrill. Gomphandra apoensis ingår i släktet Gomphandra och familjen Stemonuraceae. Inga underarter finns listade i Catalogue of Life.